# Beauftragter der Bundesregierung für die deutsch-französische Zusammenarbeit
Der Beauftragte der Bundesregierung für die deutsch-französische Zusammenarbeit ist im Auftrag der Bundesregierung dafür zuständig, gemeinsame Initiativen mit der Französischen Republik im Sinne der deutsch-französischen Freundschaft voranzutreiben. Das Amt ist nicht zu verwechseln mit dem Bevollmächtigten für die deutsch-französischen kulturellen Beziehungen.
In der Gemeinsamen Erklärung zum 40. Jahrestag der Élysée-Verträge wurde 2003 die Einsetzung eines Beauftragten in beiden Ländern zur besseren Koordinierung der gemeinsamen Arbeit beschlossen. Dieser soll direkt an den Kanzler/Premierminister berichten und über Ressourcen im Außenministerium verfügen. Darüber hinaus bereitet er den halbjährlich stattfindenden deutsch-französischen Ministerrat vor und koordiniert die Einbringung von Vorschlägen durch die Ministerien beider Länder. Der aktuelle Beauftragte ist Gunther Krichbaum, Staatsminister für Europa im Auswärtigen Amt, sein französischer Amtskollege ist der beigeordnete Minister für Europafragen im französischen Außen- und Europaministerium, Benjamin Haddad.

## Amtsinhaber
- 2003–2006: Hans Martin Bury
- 2006–2010: Günter Gloser
- 2010–2012: Werner Hoyer
- 2012–2014: Michael Georg Link
- 2014–2021: Michael Roth
- 2021–2025: Anna Lührmann
- seit 2025: Gunther Krichbaum